# Michi Goto
Michi Goto (後藤 三知 Goto Michi?,  nacida el 27 de julio de 1990 en Suzuka) es una futbolista japonesa que jugaba como delantero.
Goto jugó 7 veces y marcó 2 goles para la selección femenina de fútbol de Japón entre 2008 y 2014. Goto fue elegida para integrar la selección nacional de Japón para los Copa Asiática femenina de la AFC de 2014.

## Trayectoria

### Clubes
| Club          | País   | Año         |
| ------------- | ------ | ----------- |
| Urawa Reds    | Japón  | 2009 - 2016 |
| Real Sociedad | España | 2017 - 2018 |
| SD Eibar      | España | 2018 - 2019 |
| Córdoba CF    | España | 2019 -      |

### Selección nacional
| Selección | País  | Año         |
| --------- | ----- | ----------- |
| Absoluta  | Japón | 2008 - 2014 |

## Estadística de equipo nacional
| Selección femenina de fútbol de Japón | Selección femenina de fútbol de Japón | Selección femenina de fútbol de Japón |
| Año                                   | Partidos                              | Goles                                 |
| ------------------------------------- | ------------------------------------- | ------------------------------------- |
| 2008                                  | 2                                     | 2                                     |
| 2009                                  | 0                                     | 0                                     |
| 2010                                  | 0                                     | 0                                     |
| 2011                                  | 0                                     | 0                                     |
| 2012                                  | 0                                     | 0                                     |
| 2013                                  | 1                                     | 0                                     |
| 2014                                  | 4                                     | 0                                     |
| Total                                 | 7                                     | 2                                     |